# Коробки (Дубровенский район)
Коробки (бел. Каро́бкі) — деревня в Дубровенском районе Витебской области Республики Беларусь. В составе Волевковского сельсовета.

## География
Ближайшие населённые пункты Волевки, Паценьки и др.

### Гидрография
Река Гатьбуж.

## История
С 1910 года в Холбнянской волости Горецкого уезда Могилёвской губернии Российской империи.
До 16 сентября 1960 года деревня входила в состав Бельского сельсовета.

## Население

### Численность
- 2009 год — 7 жителей

### Динамика
- 1910 год — 29 дворов, 77 муж., 90 жен.[2]
- 1999 год — 22 жителей (перепись населения)
- 2009 год — 7 жителей (перепись населения)[2]

## Улицы
- Полевая
- Центральная